# Edward Belbruno
Edward Belbruno   (Heidelberg, 2 d'agost de 1951) és un matemàtic, els interessos dels quals, han estat en la mecànica celeste, sistemes dinàmics, l'astronomia dinàmica i enginyeria aeroespacial.
Belbruno va rebre el seu títol d'associat del Mitchell College, el seu grau de Llicenciatura en matemàtiques de la Universitat de Nova York i el seu doctorat en matemàtiques a l'Institut Courant de la Universitat de Nova York, el 1981; on el seu mentor va ser el matemàtic Jürgen Moser.
Va ser contractat per la Jet Propulsion Laboratory de 1985 fins al 1990 com a analista orbital en missions com ara Galileo, Magellan, Cassini-Huygens, Ulysses, Mars Observer, i altres.
Durant aquest temps, va establir les bases per a la primera aplicació sistemàtica de la teoria del caos per als vols espacials originalment anomenada teoria de la frontera difusa, el que permet la construcció de camins a molt baix consum d'energia per a naus espacials.
El 1990 Belbruno va aplicar les seves idees per a les òrbites de transferència de baixa energia a la sonda lunar japonesa Hiten, que havia estat dissenyada només per l'apogeu lunar i havia patit una fallada de l'orbitador lunar Hagoromo. La sonda principal Hiten mancava combustible per entrar en òrbita lunar utilitzant una trajectòria convencional de transferència de Hohmann, però Belbruno era capaç d'idear una trajectòria balística de captura que posaria en òrbita lunar utilitzant només una quantitat insignificant de combustible. La sonda va entrar en l'òrbita lunar el 1991. És la primera vegada que les idees de Belbruno havien estat posades a prova.
Belbruno primer havia proposat fer servir una òrbita de transferència de baixa energia per a una sonda de JPL, el 1988. No obstant això, es va enfrontar a una gran quantitat d'escepticisme, i es va trobar en conflicte amb els enginyers. També no havia esperat fer cap progrés en la Hiten, però els japonesos van demostrar receptius a les seves idees i va cridar a la captura balística un "nombre increïble.". Va sortir de la JPL a la tardor de 1990 i va prendre una posició a Pomona College.
Belbruno és el president i fundador de l'empresa Innovative Orbital Design, Inc, amb seu a Princeton, Nova Jersey i té patents en les rutes en l'espai. Va consultar en el rescat del satèl·lit de comunicacions Asiasat-3 de Hughes, encara que una trajectòria diferent va ser utilitzat en última instància per al rescat.
Els llibres que s'inclouen són: Fly Me to the Moon i Capture Dynamics and Chaotic Motions in Celestial Mechanics. És un consultor de la NASA, i ha fet aparicions en el programa de la NBC Today Show.
També és un pintor a l'oli i ha tingut nombroses exposicions internacionals de les seves obres, fins i tot a París, Roma, Los Angeles, Washington DC, Nova York, Minneapolis, i una pintura està a la col·lecció executiva de la NASA a Washington, DC.